# Valdidentro
Valdidentro (lombardul: Val de Dint) település Olaszországban, Sondrio megyében. Lakosainak száma 4168 fő (2023. január 1.). Valdidentro Bormio, Grosio, Valdisotto, Livigno, Poschiavo, Münster-völgy és Zernez községekkel határos.

## Népesség
A település népességének változása:
| Lakosok száma | 4110 | 4131 | 4168 |
|               | 2017 | 2018 | 2023 |